# Ordtrachia
Ordtrachia är ett släkte av snäckor. Ordtrachia ingår i familjen Camaenidae.
Kladogram enligt Catalogue of Life:
| Ordtrachia | \| \| Ordtrachia australis \| \| \| \| \| \| Ordtrachia elegans \| \| \| \| \| \| Ordtrachia grandis \| \| \| \| \| \| Ordtrachia intermedia \| \| \| \| \| \| Ordtrachia septentrionalis \| \| \| \| |
|            | \| \| Ordtrachia australis \| \| \| \| \| \| Ordtrachia elegans \| \| \| \| \| \| Ordtrachia grandis \| \| \| \| \| \| Ordtrachia intermedia \| \| \| \| \| \| Ordtrachia septentrionalis \| \| \| \| |
|            | Ordtrachia australis |
|            | |
|            | Ordtrachia elegans |
|            | |
|            | Ordtrachia grandis |
|            | |
|            | Ordtrachia intermedia |
|            | |
|            | Ordtrachia septentrionalis |
|            | |